# マルク・ゾロ
マルク・アンドレ・ゾロ・クポロ（Marco André Zoro Kpolo, 1983年12月27日 - ）は、コートジボワール出身の元同国代表選手のサッカー選手である。ポジションはDF（右サイドバック）。

## 経歴

### クラブ
1999年にイタリアのサレルニターナ・カルチョ1919でプロデビューし、2003年1月にFCメッシーナに移籍した。2008年5月15日、ポルトガルのSLベンフィカに4年契約で移籍。2009年1月10日、ヴィトーリアFCにレンタル移籍した。

### 代表
コートジボワール代表として2003年に代表デビューを飾り、アフリカネイションズカップ2006、2006 FIFAワールドカップメンバーに選ばれ、アフリカネイションズカップ2008にも出場した。

## 所属クラブ
- サレルニターナ・カルチョ1919 1999-2003
- FCメッシーナ 2003-2007
- SLベンフィカ 2007-2012.1

→ ヴィトーリアFC (loan) 2009-2010
→ FCウニヴェルシタテア・クラヨーヴァ (loan) 2011
- アンジェSCO 2012.1-2013
- OFIクレタ2013-2014

## 代表歴

### 出場大会
- コートジボワール代表
  - 2006 FIFAワールドカップ

### 試合数
- 国際Aマッチ 22試合 1得点（2003年-2010年）[1]

| コートジボワール代表 | 国際Aマッチ | 国際Aマッチ |
| 年                   | 出場        | 得点        |
| -------------------- | ----------- | ----------- |
| 2003                 | 1           | 0           |
| 2004                 | 0           | 0           |
| 2005                 | 7           | 0           |
| 2006                 | 4           | 0           |
| 2007                 | 1           | 0           |
| 2008                 | 8           | 1           |
| 2009                 | 0           | 0           |
| 2010                 | 1           | 0           |
| 通算                 | 22          | 1           |